# Blåtunga (ödla)
Blåtunga (Tiliqua scincoides) är en ödleart som beskrevs av White 1790. Den ingår i släktet Tiliqua och familjen skinkar.

## Underarter
Arten delas in i följande underarter:
- T. s. scincoides
- T. s. intermedia
- T. s. chimaerea

## Beskrivning
Blåtungan är en stor, robust ödla med släta, glänsande fjäll och en kort, tjock svans. Längden från nos till svansrot är 30 till 32 cm, totallängden 45 till 60 cm. Kroppens ovansida är silvergrå till brun med tvärband längs hela kroppen utom huvudet. Buken är vit, grå eller ljusgul. Huvudet är kilformat och något tillplattat med en tydlig hals och en bred, slät och blå tunga. Benen är korta med fem tår på varje fot.
Underarten T. s. scincoides har 6 till 8 ljusa tvärband på själva kroppen, 7 till 10 på svansen. Färgteckningen kan i övrigt vara mycket växlande. På huvudet finns dessutom ofta ett mörkt band från ögat till örat.
Underarten T. s. intermedia är djupbrun med mer otydliga, bleka, gula eller beige-orange band. Huvudet är ljusbrunt, ibland med mörkare fläckar som kan övergå till ett spräckligt mönster. Det svarta bandet vid ögat är otydligare eller saknas helt. Denna underart är större än T. s. scincoides.

## Utbredning
Arten finns i Australien och på de indonesiska Tanimbaröarna. I Australien finns arten från östra South Australia och östra Victoria i söder, över New South Wales, större delen av Queensland till Northern Territorys sydkust och nordöstra Western Australia. Underarten T. s. scincoides förekommer i de södra och östra delarna av utbredningsområdet, underarten T. s. intermedia i de norra och västra delarna. Det finns dessutom en isolerad subpopulation av T. s. scincoides i de centrala delarna av landet. Underarten T. s. chimaerea finns på Indonesien.

## Ekologi
Blåtungan är huvudsakligen dagaktiv, men i de hetare delarna av utbredningsområdet är arten inaktiv mitt på dagen. Den kan även vara aktiv under varma nätter. Den förekommer i de flesta habitat utom i bergsområden. Arten uppträder även i bebyggda områden, och har anpassat sig till livet i städer; den uppsöker gärna områden med tätare vegetation, och undviker att korsa vägar. Den kan även använda kloakmynningar och skjul som gömslen.
Arten är en allätare, som tar blommor, frukt, bär, svamp, toligtvis löv, insekter, snäckor, ungar av markhäckande fåglar samt smådäggdjur som gnagare. Mera sällan kan den även ta groddjur, tyvärr också den dödligt giftiga, införda agapaddan.
Vid kontakt med fiender uppvisar den ett eskalerat hotbeteende, som inleds med väsningar. Därpå följer att den gapar för att visa sin stora, blå tunga. Först när ingenting annat hjälper, biter den. Käkmusklerna är emellertid starka, och bettet gör ont, även om det inte är giftigt.

### Fortplantning
Blåtungan blir könsmogen mellan 1 år 6 månader och 1 år 7 månader. Parningen sker under sen vinter till vår (augusti till oktober), och honan föder levande ungar under sommaren (december till februari), i regel under dagtid. Antalet ungar är vanligen mellan 10 och 11, men kan vara allt mellan 1 och 25. Ungarna är fullt utvecklade när de föds, och har under embryotiden stått i förbindelse med livmoderväggen och erhållit näring från denna.